# Rio Corneşti (Prut)
O Rio Corneşti é um rio da Romênia, afluente do Prut, localizado no distrito de Botoşani.